# مسجد أغا ضياء الدين
مسجد آغا ضياء الدين (بالفارسية: مسجد آقا ضیاءالدین) هو مسجد تاريخي يعود إلى عصر الدولة الصفوية، ويقع في قدمغاه.